# Minoh
Minoh (箕面市, Minoh-shi) est une municipalité ayant le statut de ville (市, shi) dans la préfecture d'Osaka, au Japon. La ville a reçu ce statut en 1956. Le sud de la ville sert de cité-dortoir à Osaka, le nord est couvert de forêts et de collines.

Minoh au sein de la préfecture d'Osaka.

Minoh est la « zone la plus bourgeoise » de la préfecture d'Osaka ; cela se remarque non par l'allure des bâtiments, mais par un mode de vie bourgeois et une offre particulière de restaurants et de supermarchés luxueux.

## Structures et bâtiments notables
- Parc naturel quasi national de Meiji no Mori Minō, connu pour sa cascade, son petit musée des insectes et sa population de singes sauvages
- Temple Katsuō-ji
- La maison de Kayano Sampei, qui date de l’ère Meiji

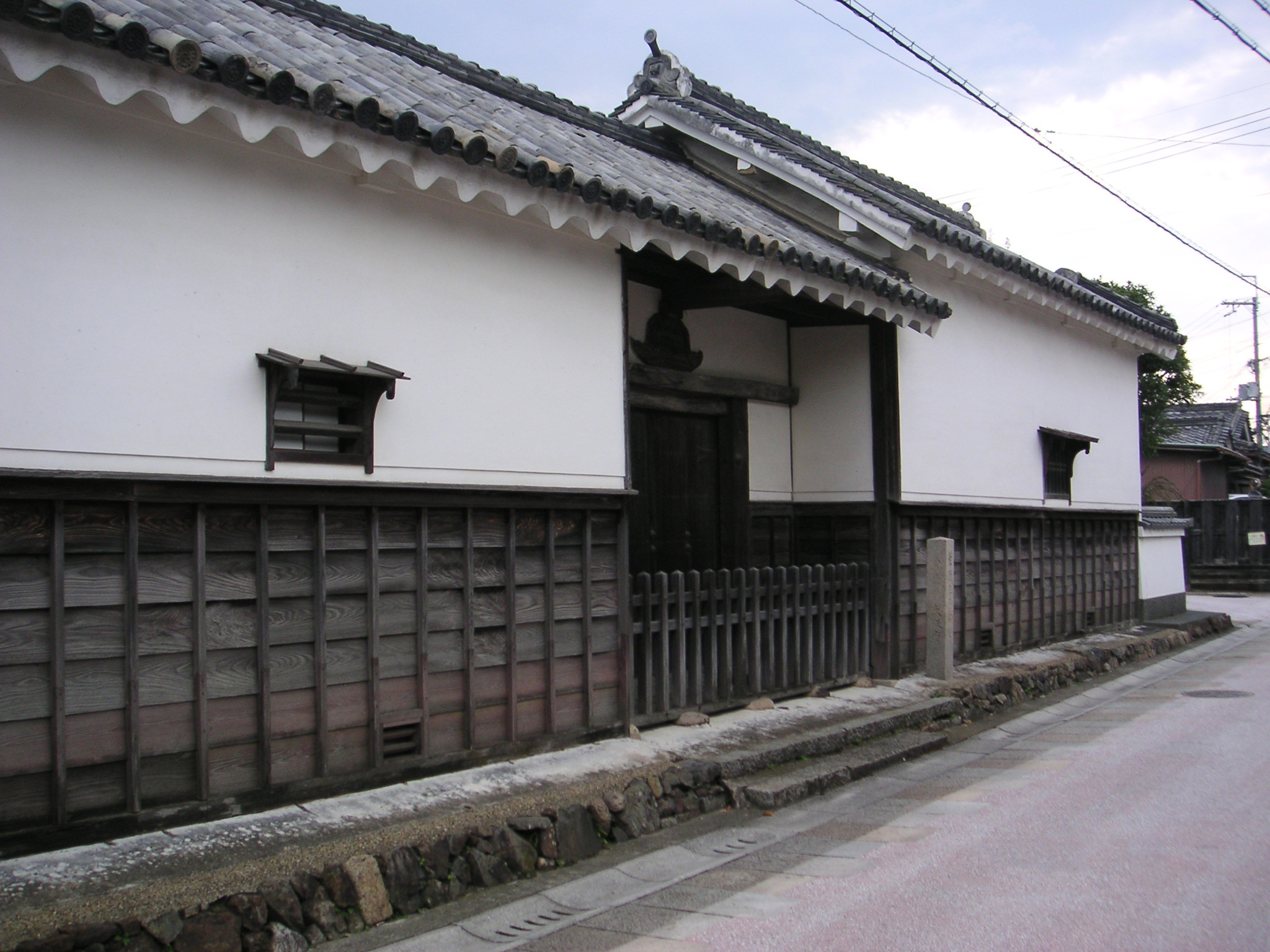
Maison de Kayano Sempei.

- L’onsen de Minoh

## Transports
Minoh est desservie par la ligne Hankyū Minoo et par la ligne Kitakyu Namboku.

## Anecdote
Le premier magasin Mister Donut (ミスタードーナツ) du Japon s’est ouvert à Minoh en 1971.